# Argyrodiaptomus neglectus
Argyrodiaptomus neglectus е вид челюстнокрако от семейство Diaptomidae.

## Разпространение
Този вид е разпространен в Бразилия.